# Norm Nixon
Norman Ellard Nixon  (ur. 11 października 1955 w Macon) – amerykański koszykarz, występujący na pozycji rozgrywającego, dwukrotny mistrz NBA. Po zakończeniu kariery zawodniczej pracował jako komentator spotkań Lakers w Fox Sports West, producent filmowy,  aktor oraz agent sportowo-rozrywkowy. 
Mierzący 188 cm wzrostu koszykarz studiował na North Duquesne University. Do NBA został wybrany z 22 numerem w drafcie 1977 przez Los Angeles Lakers. W zespole tym spędził sześć lat (1977-1983). Był ważnym ogniwem mistrzowskich drużyn Lakers z lat 1980 i 1982. W 1983 został oddany do San Diego Clippers, do Los Angeles w zamian trafił Byron Scott. W Clippersach grał do 1989, w późniejszych latach kariery zmagając się z kontuzjami - stracił dwa pełne sezony. W NBA zdobył łącznie 12 065 punktów (15,7 na spotkanie) i miał 6 386 asyst (średnia 8,3). Dwa razy brał udział w NBA All-Star Game (1982, 1985). 
Karierę kończył we Włoszech.
Od 1984 jest mężem tancerki, reżyserki, aktorki i producentki filmowej – Debbie Allen, z którą ma dwójkę dzieci. Jego szwagierką jest aktorka Phylicia Rashad, znana z serialu Bill Cosby Show. W koszykówkę, na poziomie akademickim (Wofford College i Southern University) grał też jego syn – Norman Ellard Nixon Jr (2006–2010).
Pracował jako agent sportowy (Premier Management Group Inc., Norm Nixon & Associates) oraz gwiazd muzyki i filmu. Reprezentował takie osoby jak: Doug Edwards, Samaki Walker, Jalen Rose, Maurice Taylor, Teddy Dupay, Gary Grant, Gerald Fitch, Peter Warrick, Larry Smith, Al Wilson, LL Cool J i TLC.

## Osiągnięcia
Na podstawie, o ile nie zaznaczono inaczej.
NCAA
- Uczestnik turnieju NCAA (1977)
- Mistrz turnieju konferencji (1977)
- Zawodnik roku konferencji Eastern 8 (1977)[8]
- MVP turnieju Atlantic 10 (1977)[9]
- Zaliczony do składu All-American (1977)
- Drużyna Duquesne Dukes zastrzegła należący do niego numer 10

NBA
- Mistrz NBA (1980, 1982)
- Wicemistrz NBA (1983)
- Zaliczony do I składu debiutantów NBA (1978)[10]
- Uczestnik meczu gwiazd:
  - NBA (1982, 1985)
  - Legend NBA (1992)[11]
  - konkursu rzutów za 3 punkty (1986)
- Lider play-off w średniej asyst (1979, 1981)[12]